# School van de Koningin
De School van de Koningin, ook de Koninginnescholen genoemd, werd tijdens de Eerste Wereldoorlog opgericht te Wulveringem (deelgemeente van de West-Vlaamse stad Veurne) onder impuls van de toenmalige koningin van België Elisabeth. Het doel was de kinderen uit de Westhoek onderwijs en een veilig onderkomen te bieden tijdens de woelige oorlogsjaren.

## Onderwijs tijdens de Eerste Wereldoorlog
Tijdens de Eerste Wereldoorlog was het niet vanzelfsprekend om kinderen te onderwijzen. Aan het begin van de oorlog in 1914 werden scholen zo veel mogelijk opengehouden. Door bombardementen in en rond de schoolomgevingen werd dit op termijn onmogelijk. De veiligheid van de schoolgaande kinderen kon niet gegarandeerd worden. Bovendien vorderde het leger de schoolgebouwen die fungeerden als onderkomen of medische post.

### Bezet België
In bezette landsdelen kregen de scholen te maken met materiële problemen en pesterijen. Duitse reglementen, zoals het ingevoerde zomeruur op 1 mei 1916, brachten vervelende situaties met zich mee. In de gemeente Ingooigem bestond er geen eenheid over het invoeren van het zomeruur. In de jongensschool werd het nieuwe uur al in voege gebracht terwijl in de meisjesschool het oude uur behouden bleef. Het gevolg hiervan was dat jongens 's middags een uur vroeger thuis kwamen en terug op school moesten zijn dan de meisjes.

### Onbezet België
In onbezette landsdelen waren de perspectieven gunstiger. De militairen waarmee moest worden onderhandeld (Britten, Fransen of het eigen Belgische leger), behoorden niet tot het vijandelijke kamp en waren sneller bereid tot medewerking.
Eind 1914 en begin 1915 belemmerde de oorlog het onderwijs in het uiterste westen van België. Alle scholen werden dwangmatig gesloten met als gevolg dat kinderen op straat slenterden en weinig zinnigs leerden van de soldaten. Ouders en lokale overheden vreesden voor de onveiligheid en zedelijke verwildering van de jeugd.
In de lente van 1915 werden er maatregelen genomen om het onderwijs zo veel mogelijk te hervatten. Onder impuls van minister van Kunsten en Wetenschappen Prosper Poullet en de kantonnale inspecteurs van de regio Ieper en Veurne-Diksmuide, kon men militairen verplichten om in elke gemeente minstens één school te ontruimen. Toch heerste er een groot tekort aan gebouwen door de meer dan 400 lokalen die verwoest, bezet of onbruikbaar waren. Om die reden werd tijdelijk onderwijs voorzien in barakken, veldtenten, kerken of kapellen. Sommige scholen voerden een halfdagstelsel in waarbij jongens en meisjes afwisselend een halve dag naar school konden. In 1917 waren zeventig lagere scholen actief met 165 klassen en 7.675 leerlingen. De leerplicht, ingevoerd in 1914, werd gezien de omstandigheden vrij goed gerespecteerd.

### Schoolkolonies

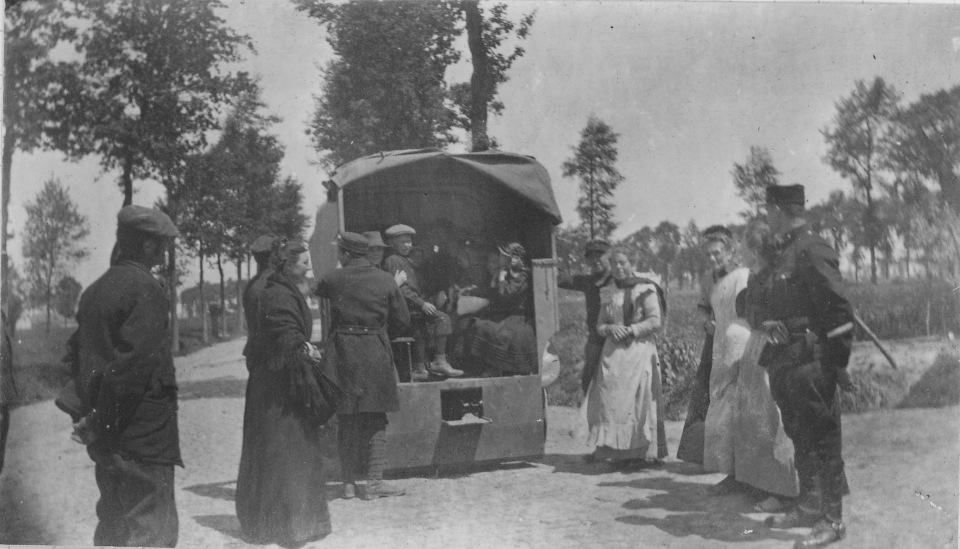
Enkele kinderen worden in een dorp opgehaald om naar een schoolkolonie te worden gestuurd.

Ondanks deze maatregelen bleef er aan de frontstreek permanent gevaar voor bombardementen. Soms leerden kinderen lezen en schrijven met een gasmasker op. In 1915 koos de Belgische overheid om kinderen uit de frontstreek te evacueren naar schoolkolonies opgericht in Frankrijk, Zwitserland en Groot-Brittannië. Deze schoolkolonies boden de kinderen gratis verblijf en onderwijs aan die door de vertrouwde Belgische onderwijzers en kloosterzusters verzorgd werden. Jongens en meisjes kwamen in aparte kolonies terecht, wat hen zwaar viel. Na het afscheid van hun ouders werden ze ook gescheiden van hun broers of zussen.
Op 15 mei 1915 vertrok een eerste transport van ongeveer 300 kinderen naar een schoolkolonie in Parijs. In de maanden daarna vertrokken 6.000 jongens en meisjes tussen drie en zestien jaar naar deze buitenlandse schoolkolonies.
Het evacuatieprogramma van de Belgische overheid was gericht op de dorpen uit de omgeving van de gevechtszone. De gezinnen van afgelegen boerderijen mochten er blijven wonen als hun kinderen in veiligheid waren. Het Rode Kruis ontfermde zich over deze kinderen en probeerde hen over te brengen naar Zwitserse schoolkolonies. Zonder succes, want hun ouders waren moeilijk tot afscheid te bewegen en verstopten hun kinderen bij bezoek van het Rode Kruis. Speciaal voor deze kinderen, ook les enfants de l'Yser genoemd, werden schoolkolonies opgericht in het uiterste westen van België, op veilige afstand van de vuurlinie. De School van de Koningin was er daar een van.

## Ontstaan

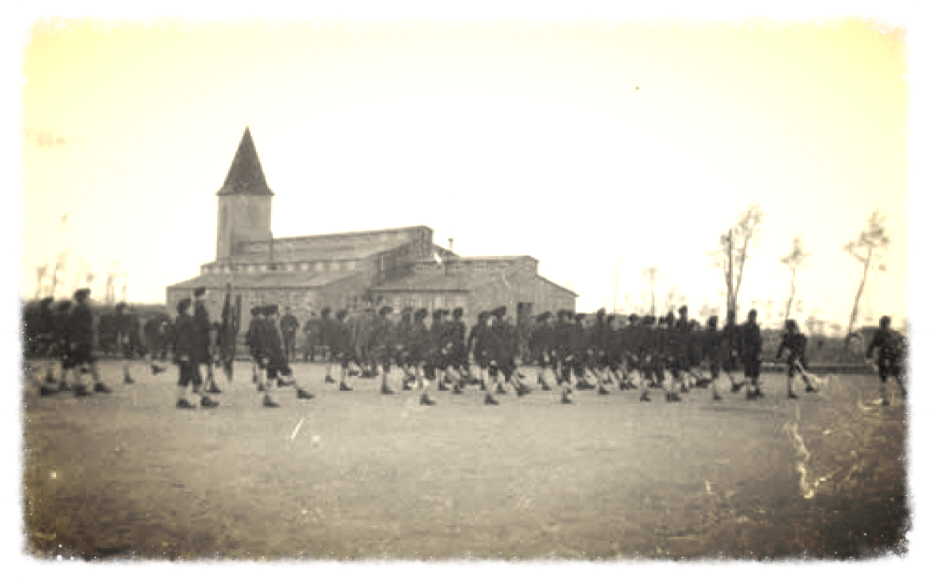
Jongens met 'Nieuw-Zeelander kostuum' in de Koninginnescholen te Wulveringem

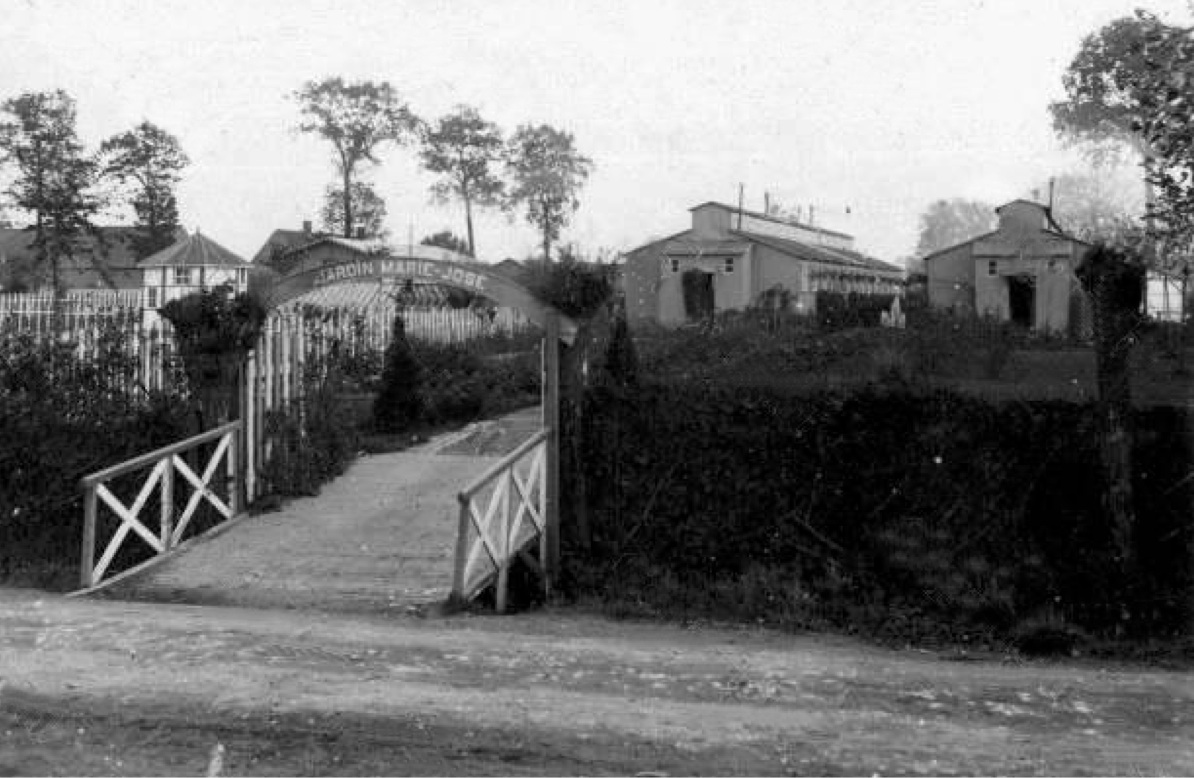
Afdeling Marie-José

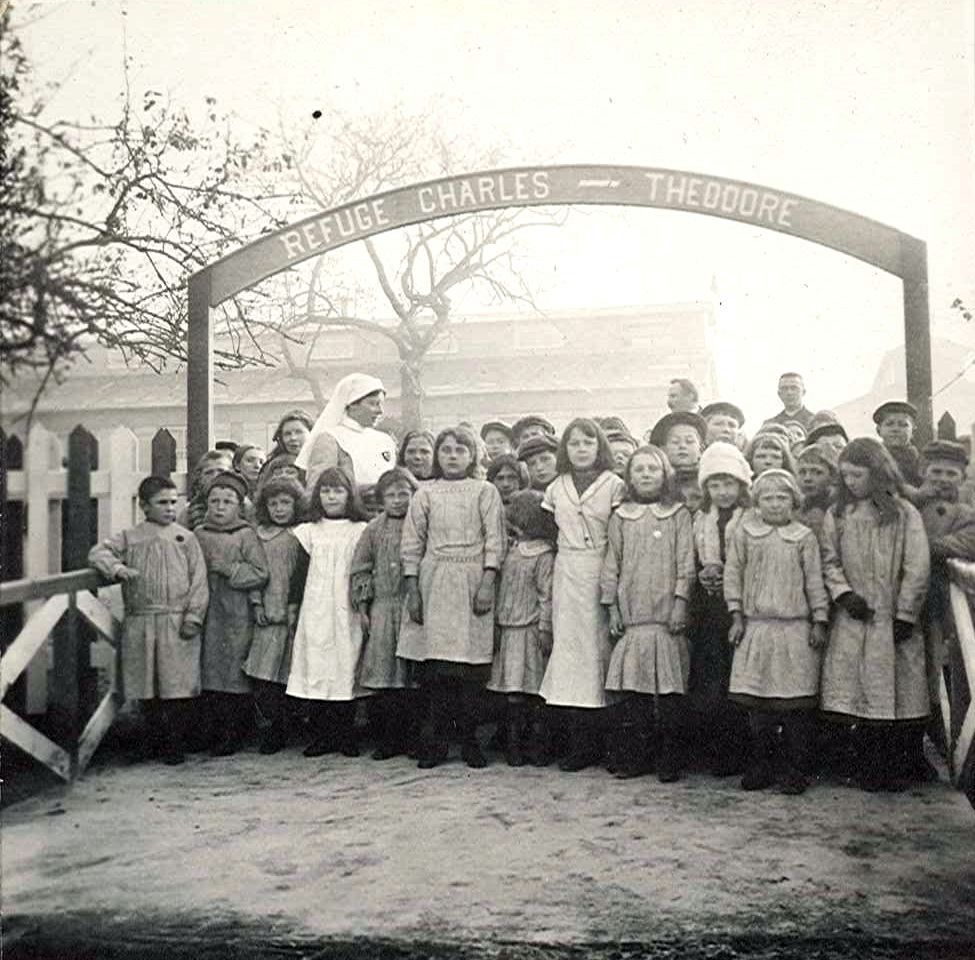
De kinderen van de afdeling Charles-Théodore poseren bij de schoolpoort

In juli 1915 werd onder impuls van koningin Elisabeth, gravin Van den Steen (voorzitster van de hulporganisatie Aide Civil Belge) en Georgie Fyfe (verpleegster van het Schotse Rode Kruis) de School van de Koningin opgericht te Wulveringem. De voorbereidingen en opbouw van de barakken namen een kleine twee maanden in beslag.
In de Noord-Franse stad Bailleul kwam een filiaal van deze school tot stand die op 14 april 1918 ontruimd moest worden door de dreiging van het Duitse offensief.
De School van de Koningin bestond uit twee afdelingen genaamd Marie-José en Charles-Théodore. Deze namen werden gekozen naar de ouders van koningin Elisabeth, waarvoor ze een grote eerbied koesterde en niet toevallig ook de namen van haar twee kinderen. De afdeling Marie-José was voor jongens en meisjes van drie tot acht jaar en opende zijn deuren op 2 september 1915. De afdeling Charles-Théodore was voor jongens en meisjes van acht tot vijftien jaar en werd een paar weken later geopend.

## Ligging en infrastructuur
Wulveringem was tijdens de Eerste Wereldoorlog op zo'n 12 kilometer van het front verwijderd en werd daarom uitgekozen als locatie voor de Koninginnescholen. De infrastructuur van de twee schoolafdelingen was gesitueerd rond twee boerderijen ten zuiden van de Lobbestraat.
De School van de Koningin bestond uit houten barakken met klassen, eetzalen en slaapzalen. De twee afdelingen waren onderling verbonden door houten loopbruggen en stonden naast slaappaviljoenen.

### Quartier Marie-José
- 5 slaapzalen bestaande uit 2 chambrettes voor de surveillantes, de eigenlijke slaapzaal, een badkamer, een vestiaire en 2 toiletten
- 5 klaslokalen
- 1 grote speelzaal
- Speelplaats bestaande uit hanger, toiletten, urinoirs en een varkenshok
- Bakstenen gebouw ingericht als ziekenboeg met bijhorend verblijf voor de verpleegster, verbandplaats en apotheek
- Quarantaine bestaande uit slaapzaal en 8 cellen, waar pas aangekomen kinderen werden opgevangen
- Paviljoen voor de directeur
- Serre
- Bakstenen kippenhok
- Barakken ingericht als kleermakers- en schoenmakerswerkplaats, keuken en afwaslokaal, refter voor zusters en het personeel, slagerij, opslagplaats voor meel, plaats om aardappelen te schillen, refter voor de kinderen en speelzaal voor de kleinste kinderen
- Boerenerf met konijnenstal en opslagplaats voor kolen

### Quartier Charles-Théodore
- 1 grote Amerikaanse slaapzaal met verblijfplaats voor de dokter
- 3 slaapzalen
- Speel- en gymzaal
- 2 klaslokalen
- Naaiatelier voor de zusters
- Werkplaats
- 3 refters voor zusters en onderwijzers, administratief personeel en het werkvolk
- Ziekenboeg bestaande uit consultatieruimte, apotheek, een kleine speelzaal en een kamer voor de verpleegsters
- Serre
- Bakstenen gebouwen ingericht als huishoudklas, berging voor sterilisatieapparatuur, refter voor de kinderen, slaapzaal voor de soldaten, houten schoenmakerij en strijkerij, kleermakerij en drogerij, kippenhok, konijnenhok, washok, timmerwerkplaats en lampenkamer
- Bewaarplaatsen voor voedsel, dekens, ondergoed, schoenen,...
- Opslagplaats voor kolen

### Pouponnière
Tussen de twee afdelingen bevond zich een kerk en een verblijfplaats voor de aalmoezenier, een stroomvoorziening en een garage aan de ingang. Op dit terrein werd een nieuw bakstenen gebouw opgetrokken, die bedoeld was als pouponnière of kinderdagverblijf, een verblijfplaats voor de allerkleinsten. Dit gebouw was in mei 1919, bij de sluiting van de School van de Koningin, nog niet voltooid en werd gefinancierd door het Amerikaanse Rode Kruis.

## Leiding

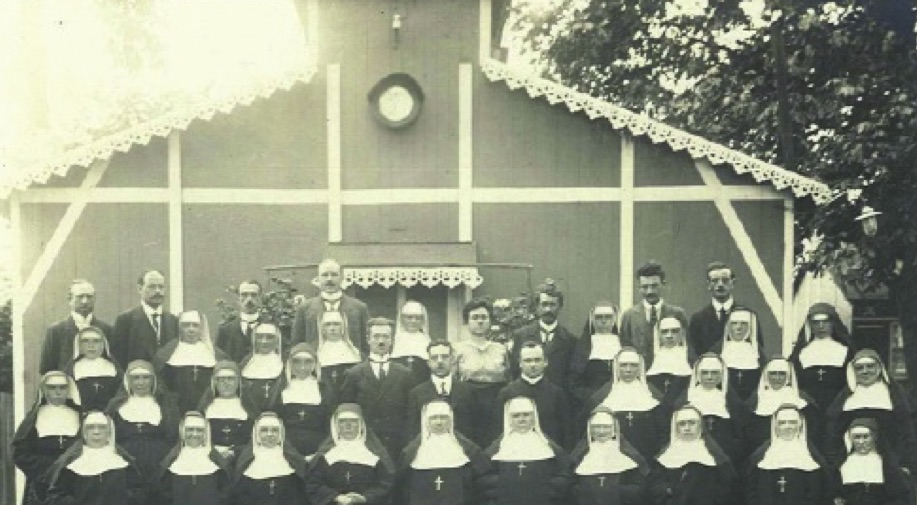
Zuster en onderwijzers te Wulveringem

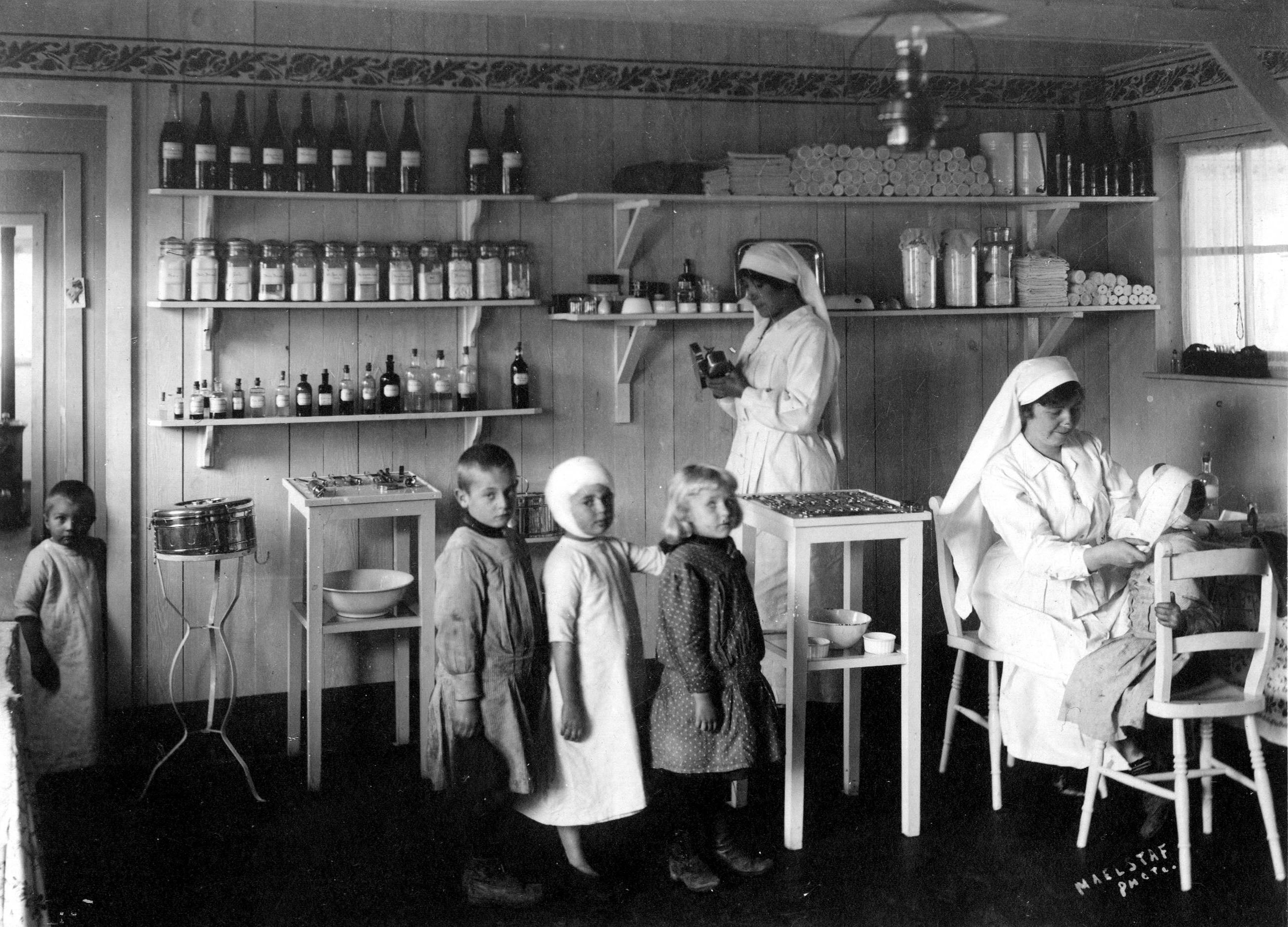
Verpleegpost in de School van de Koningin te Wulveringem

Koningin Elisabeth nam niet zelf de leiding over de scholen, maar liet zich bijstaan door Roy de Blicquy, directeur van de scholen. Toch was zij de bezielende factor en gebruikte haar koninklijke machtspositie om kredieten los te peuteren die nodig waren om de kosten te dekken. Omdat de staatsbegroting geen post voorzien had voor deze instellingen, bekostigde de koningin alles grotendeels met eigen middelen.
De dagelijkse leiding van de afdeling Charles-Théodore was in handen van mevrouw Dussart. 8 zusters Penitenten uit Poperinge en 4 zwarte zusters uit Ieper gaven les in de school Marie-José. Jeroom Noterdaeme, een gemobiliseerd onderwijzer uit Lo, had de dagelijkse leiding van de beide scholen in handen. Alle leerkrachten waren Belgen en naast diverse onderwijzers bestond het personeel uit juffrouwen en zusters die instonden voor de verzorging. Enkele Belgische soldaten zorgden voor de veiligheid en Dokter Neelemans, een militair, was verantwoordelijk voor de gezondheid. De geestelijke bestuurder was E.H. Declercq van het Ieperse College.
Personeel afdeling Marie-José
- Onderwijzeressen: zusters Paula, Julienne en Marie-Jeanne
- Juffrouwen: Salembien, Jeanne Casaer, Beele en Bulcke
- Onderwijzers: Julien Holvoet, Francois Leenknegt en Louis Wuyts

Personeel afdeling Charles-Théodore
- Onderwijzeressen: zusters Marie Berchmans en Marie-Germaine
- Juffrouwen: Jeanne Sarrazin
- Onderwijzers: Jerome Noterdaeme, Paul Ketele en Eugene Andries

Turnleraar
- Adjudant Baetemans

## Evolutie
Bij de opstart telden de scholen 40 leerlingen. In korte tijd verbleven hier 200 kinderen in de lagere afdeling en 150 kleuters. Deze populatie kende een steile opgang: 500 kinderen eind mei 1916 en ruim 600 in 1918, wanneer de oorlog op zijn einde liep. Het filiaal in Bailleul gaf onderdak aan 200 kinderen.
Op bepaalde tijdstippen waren er meer aanvragen voor een verblijf in de Koninginnescholen dan de infrastructuur dit toeliet. Ook weeskinderen of kinderen van onbemiddelde ouders uit de regio Ieper-Poperinge kregen er met voorrang onderdak. Deze kinderen werden overgebracht door toegewijde medewerkers waaronder Camiel Delaere, toenmalige pastoor van de Sint-Pietersparochie te Ieper. Hij gaf zo in een jaar tijd ruim 200 kinderen een veilig onderkomen in de Koninginnescholen.

Wanneer Delaere op 5 januari 1916 met kinderen uit Dranouter en Dikkebus naar Vinkem komt, raakt zijn auto tot tweemaal vast in de modder. Enkele paarden krijgen het voertuig niet vlot en er moet een lorrie aan te pas komen om het te ontzetten. Op 22 mei 1916 doet zich een ander probleem voor. Delaere mag vijftig kinderen uit de streek van Poperinge naar Vinkem brengen, maar de belangstelling is groter. Daardoor telt zijn transport 54 kinderen – en dan moet hij nog verschillende aanvragen afwijzen. Het loopt goed af: er worden geen kinderen geweigerd en de volgende dag krijgen bij uitzondering zeven supplementaire kandidaten een plaatsje in de Koninginnescholen.
— Beschrijving van het transport van enkele kinderen uit Poperinge door pastoor Delaere

Als een leerling 16 jaar werd, moest die de school verlaten. Zo kwam er plaats vrij voor nieuwe kinderen. Voor sommige kinderen was het verblijf in de School van de Koningin een tussenstop waarna ze toch nog vertrokken naar een schoolkolonie in het buitenland.

## Onderwijs

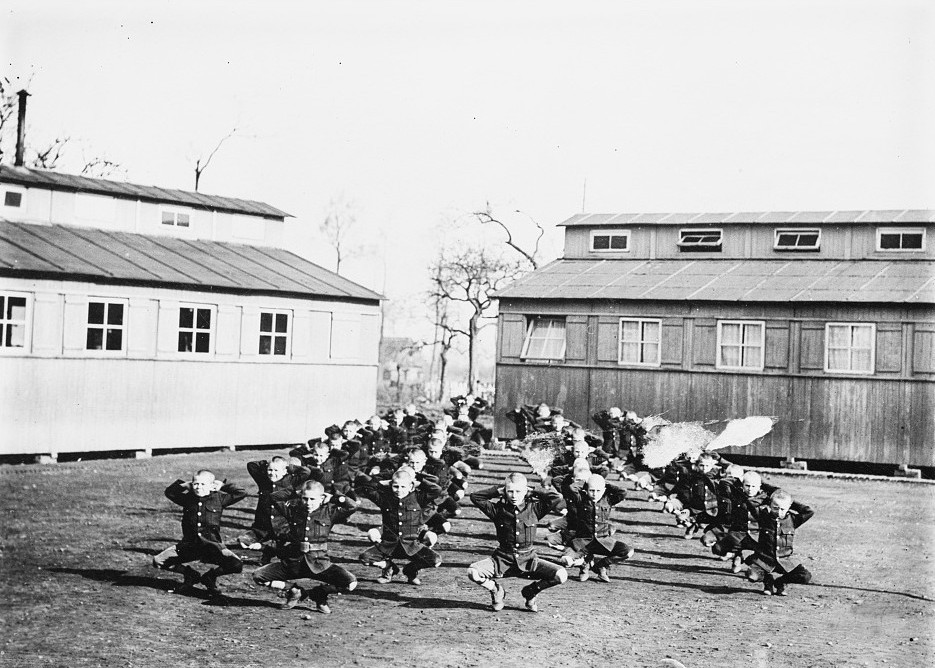
De turnlessen gegeven door adjudant Baetemans

Het onderwijs in de scholen respecteerde zoveel mogelijk het normale leerprogramma van het lager onderwijs waarbij de lessen in het Nederlands gegeven werden. Dit was een vereiste van Koningin Elisabeth. Jongens en meisjes kregen samen les, wat toen uitzonderlijk was in België. Vanaf 1916 moesten ze zich op een gescheiden speelplaats vermaken.
Alle leerlingen waren intern en het onderwijs werd gratis aangeboden. Op aangeven van koningin Elisabeth ademden de scholen een katholieke geest uit. Aalmoezenier E.H. Quaghebeur en E.H. Declercq, later principaal te Kortrijk, stonden in voor het godsdienstonderricht. De oudste kinderen kregen niet enkel theoretische lessen, maar ook praktijklessen. Zo moesten de jongens regelmatig tuinieren en kregen ze les in houtbewerking. Aan meisjes werden naai -en breilessen gegeven. De turnlessen waren een soort dril van een militair waarbij de kinderen soms langs de weg moesten marcheren als echte "kindsoldaten" met in hun hand een houten nepgeweer.

## Vrije tijd
Buiten de lesuren was voetbal een geliefkoosde sport bij de kinderen. Door de aanwezigheid van Britse militairen aan het front kende deze sport een echte doorbraak. Feestdagen zoals Kerstmis en Sint-Nicolaasfeestjes werden gevierd met een grote tafel vol cadeautjes.
Behalve sport en plezier moesten de kinderen, net zoals thuis, een helpende hand bieden bij materiële taken zoals het werk op het land. Door de oorlog werd hun hulp zelfs onmisbaar. Wanneer de sirene een bombardement aankondigde, moesten de kinderen binnenblijven. Er werd hen op het hart gedrukt dat ze snel moesten weglopen als ze shrapnels hoorden naderen.

Gabrielle Versaevel uit Reninge herinnert zich haar verblijf in de schoolkolonie van Vinkem. Ze maakt er snel enkele vriendinnetjes en past op haar broertje – soms steelt ze zelfs wat speelgoed voor hem. De kinderen worden verzorgd door verpleegsters. De kleren die ze in de kolonie krijgen, liggen gestapeld op grote hopen. Gabrielle weet nog hoe ze erop moest klauteren om een geschikt schort te vinden (maar dat was eigenlijk nog te klein). De bedden zijn proper, maar de boter smaakt slecht.
— Anekdote van Gabrielle Versaevel, leerling van de School van de Koningin

## Bezoeken
Geregeld kwamen koningin Elisabeth en koning Albert op bezoek die de kinderen dan trakteerden op koffie, snoep en chocolade. Soms werd er een groepje weeskinderen door de koningin uitgenodigd naar de villa Sint-Joseph in De Panne.
Tijdens haar frequente bezoeken volgde de vorstin het wel en wee van de instellingen op de voet waarbij ze herhaaldelijk de inboedel en de hygiëne controleerde. Wanneer de kinderen op 18 juli 1916 hun plechtige communie vierden, trad Elisabeth in de afwezigheid van de ouders op als meter. Haar dochter Marie-José deed in augustus 1916 haar plechtige communie in de kapel van de scholen.
De Koninginnescholen kregen regelmatig bezoek van bekende figuren zoals de Franse president Poincaré op 13 maart 1916 en de Italiaanse koning Victor-Emmanuel III op 30 september 1917. 
Bij gelegenheid dienden de scholen als vergaderplaats voor internationale besprekingen. Op 30 augustus 1918 gebeurde hier de officiële aankondiging van de oprichting van een internationaal comité voor de wederopbouw van de Leuvense universiteitsbibliotheek.

## Naoorlogse tijd
Omdat er na de oorlog geen andere schoolgebouwen klaar waren, bleef de School van de Koningin nog open tot 1919.

### Nationaal Werk voor Kinderwelzijn
Vanaf mei 1919 werd de infrastructuur van de schoolkolonie van Wulveringem overgenomen door het Nationaal Werk voor Kinderwelzijn om te functioneren als opvangplaats voor kinderen uit de Verwoeste Gewesten. Deze opvangplaats bood een oplossing voor de huisvestingsproblematiek van vele families die na de oorlog hun eigendommen vernield of onbewoonbaar terugvonden. De kinderen uit de Verwoeste Gewesten werden er kosteloos opgevangen.
Ook het nabijgelegen voormalig hospitaal van het Rode Kruis L'Océan 2 te Vinkem werd tijdelijk ingericht als uitbreiding voor de Koninginnescholen. Beide schoolcomplexen konden elk meer dan 500 kinderen herbergen. De zusters van de Congregatie van O.L.V.-ten-Bunderen uit Moorslede stonden op dat moment in voor de leiding van de Koninginnescholen. Op 13 juni 1919 werden in totaal 33 zusters ter beschikking gesteld. Daarnaast waren er verschillende knechten en meiden werkzaam. Volgens informatie van dit klooster liepen de meisjes school in de Jardin Marie-José en de jongens in de Jardin Charles-Théodore.
In de winter van 1919-1920 werd L’Océan 2 gesloten door de gunstigere situatie van steeds meer kinderen. Bovendien bleek de infrastructuur van L’Océan 2 niet geschikt voor een functie als schoolkolonie. De School van de Koningin sloot definitief haar deuren in augustus 1921. Het Nationaal Werk voor Kinderwelzijn beschikte niet langer over fondsen om nog tussen te komen ten voordele van de kinderen uit de Verwoeste Gewesten. Deze streek werd dan opnieuw voldoende bewoonbaar geacht. Indien er nog problemen waren inzake de huisvesting van kinderen uit de frontstreek, dan was dit voortaan de verantwoordelijkheid van de gemeente.

### Oeuvre d'Assistance aux Enfants Russes
De infrastructuur diende daarna als opvang voor kinderen uit Rusland, waar in de nasleep van de Russische Revolutie een burgeroorlog woedde. Het Nationaal Werk voor Kinderwelzijn ging akkoord met het Oeuvre d'Assistance aux Enfants Russes om de infrastructuur, inboedel en het overgebleven materiaal ter beschikking te stellen. Het Oeuvre d'Assistance aux Enfants Russes kon ook beroep doen op de expertise en verschillende diensten van het Nationaal Werk voor Kinderwelzijn.
In 1921 werden de houten paviljoenen afgebroken en overgebracht naar een andere bestemming. Het bakstenen gebouw werd later als hoeve gebruikt. Aan het begin van de dreef naar deze boerderij staat de provinciale naamsteen ter herinnering aan deze school.

### Onroerend Erfgoed
In 2010 werd de School van de Koningin door toenmalig minister van Cultuur Geert Bourgeois erkend als beschermd monument.